# Mistrovství Evropy v atletice do 23 let 2013

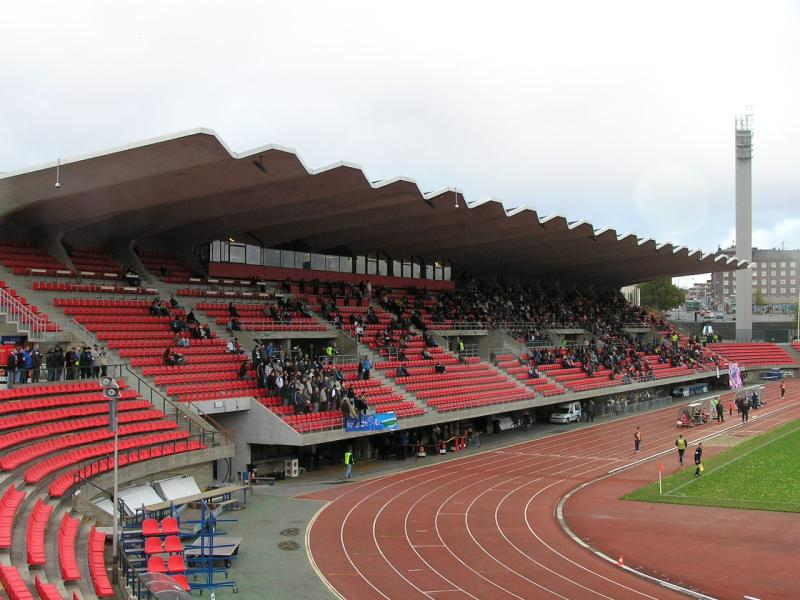
Ratina Stadium

9. mistrovství Evropy v atletice do 23 let se uskutečnilo ve dnech 10. – 14. července 2013 na městském stadionu Ratina ve finském Tampere. Na programu bylo dohromady 44 disciplín (22 mužských a 22 ženských), kterých se zúčastnilo 997 atletů (559 mužů a 438 žen) ze 45 států Evropy. Českou republiku reprezentovalo 35 atletů (20 mužů a 15 žen).
Nejúspěšnějšími atletkami se staly běžkyně Jodie Williamsová ze Spojeného království a Rumunka Mirela Lavričová, jež obě vybojovaly jednu zlatou a dvě stříbrné medaile.

## Medailisté

### Muži
| Disciplína      | Zlato                                                                              | Stříbro                                                                                    | Bronz                                                                          |
| 100 m           | Adam Gemili 10,20                                                                  | Deji Tobais 10,29                                                                          | Hensley Paulina 10,48                                                          |
| 200 m           | Karol Zalewski 20,41                                                               | Daniel Talbot 20,46                                                                        | Pavel Maslák 20,49                                                             |
| 400 m           | Lev Mosin 45,51                                                                    | Vitalij Butrym 45,88                                                                       | Nikita Uglov 46,04                                                             |
| 800 m           | Pierre-Ambroise Bosse 1:45,79                                                      | Taras Bybyk 1:46,20                                                                        | Amel Tuka 1:46,29                                                              |
| 1500 m          | Pieter-Jan Hannes 3:43,83                                                          | Charlie Grice 3:44,41                                                                      | Alberto Imedio 3:44,65                                                         |
| 5000 m          | Henrik Ingebrigtsen 14:19,39                                                       | Thomas Farrell 14:19,94                                                                    | Aitor Fernández 14:20,65                                                       |
| 10 000 m        | Gabriel Navarro 29:43,22                                                           | Nicolae Alexandru Soare 29:43,76                                                           | Abdi Hakim Ulad 29:44,78                                                       |
| 110 m př.       | Simon Krauss 13,55                                                                 | Koen Smet 13,58                                                                            | Gregor Traber 13,66                                                            |
| 400 m př.       | Emir Bekrić 48,76                                                                  | Sebastian Rodger 49,19                                                                     | Rasmus Mägi 49,19                                                              |
| 3000 m př.      | Abdelaziz Merzoughi 8:34,64                                                        | Giuseppe Gerratana 8:35,55                                                                 | Tanguy Pepiot 8:38,07                                                          |
| Štafeta 4×100 m | Spojené království 38,77 Deji Tobais Daniel Talbot Dannish Walker-Khan Adam Gemili | Polsko 38,81 Remigiusz Olszewski Przemyslaw Slowikowski Karol Zalewski Grzegorz Zimniewicz | Španělsko 38,87 Eduard Viles Adrià Burriel Bruno Hortelano Eusebio Cáceres     |
| Štafeta 4×400 m | Rusko 3:04,63 Lev Mosin Denis Nesmašnyj Artem Važov Nikita Uglov                   | Belgie 3:04,90 Seppe Thijs Dylan Borlée Stef Vanhaeren Julien Watrin                       | Itálie 3:05,10 Vito Incantalupo Lorenzo Valentini Marco Lorenzi Michele Tricca |
| Chůze na 20 km  | Pjotr Bogatyrev 1.21:31                                                            | Alexandr Ivanov 1.21:34                                                                    | Hagen Pohle 1.25:04                                                            |
| Skok do výšky   | Douwe Amels 2,28 m                                                                 | Daniil Cyplakov 2,28 m                                                                     | Adónios Mástoras 2,26 m Allan Smith 2,26 m                                     |
| Skok o tyči     | Anton Ivakin 5,60 m                                                                | Robert Sobera 5,60 m                                                                       | Daniel Clemens 5,50 m Valentin Lavillenie 5,50 m                               |
| Skok daleký     | Eusebio Cáceres 8,37 m                                                             | Sergej Morgunov 8,01 m                                                                     | Kirill Sucharev 7,90 m                                                         |
| Trojskok        | Alexej Fjodorov 17,13 m                                                            | Gaëtan Saku Bafuanga 16,57 m                                                               | Artem Primak 16,49 m                                                           |
| Vrh koulí       | Jakub Szyszkowski 19,78 m                                                          | Dominik Witczak 19,63 m                                                                    | Michail Abramčuk 19,42 m                                                       |
| Hod diskem      | Andrius Gudžius 62,40 m                                                            | Viktor Butěnko 62,27 m                                                                     | Danijel Furtula 61,61 m                                                        |
| Hod kladivem    | Zachar Machrošenka 74,63 m                                                         | Ákos Hudi 74,09 m                                                                          | Quentin Bigot 74,00 m                                                          |
| Hod oštěpem     | Zigismunds Sirmais 82,77 m                                                         | Bernhard Seifert 82,42 m                                                                   | Thomas Röhler 81,74 m                                                          |
| Desetiboj       | Kai Kazmirek 8 366 bodů                                                            | Ilja Škurenjov 8 279 bodů                                                                  | Adam Sebastian Helcelet 8 252 bodů                                             |

### Ženy
| Disciplína      | Zlato                                                                                               | Stříbro                                                                                           | Bronz |
| 100 m           | Dafne Schippersová 11,13                                                                            | Jodie Williamsová 11,42                                                                           | Tatjana Pintová 11,50                                                                                     |
| 200 m           | Jodie Williamsová 22,92                                                                             | Lenora Guionová-Firminová 22,96                                                                   | Gloria Hooperová 23,24                                                                                    |
| 400 m           | Lenora Guionová-Firminová 51,68                                                                     | Mirela Lavričová 52,06                                                                            | Justyna Świętyová 52,22                                                                                   |
| 800 m           | Mirela Lavričová 2:01,56                                                                            | Olha Ljachovová 2:01,90                                                                           | Selina Büchelová 2:02,74                                                                                  |
| 1500 m          | Amela Terzičová 4:05,69                                                                             | Corinna Harrerová 4:07,71                                                                         | Laura Muirová 4:08,19                                                                                     |
| 5000 m          | Gamze Bulutová 15:45,03                                                                             | Layes Abdullayevová 15:51,72                                                                      | Kate Averyová 15:54,07                                                                                    |
| 10 000 m        | Gulšat Fazlitdinovová 32:53,93                                                                      | Viktorija Chapilinová 33:56,85                                                                    | Anastasia Karakatsaniová 33:57,74                                                                         |
| 100 m př.       | Isabelle Pedersenová 13,12                                                                          | Karolina Kołeczeková 13,30                                                                        | Nooralotta Neziriová 13,39                                                                                |
| 400 m př.       | Věra Rudakovová 55,92                                                                               | Bianca Baaková 56,75                                                                              | Anastasija Lebiďová 56,92                                                                                 |
| 3000 m př.      | Gesa Felicitas Krause 9:38,91                                                                       | Jekatěrina Sokolenková 9:49,34                                                                    | Jevdokija Bukinová 10:03,41                                                                               |
| Štafeta 4×100 m | Německo 43,29 Luise Hollenderová Leena Güntherová Tatjana Pintová Katharina Grompeová               | Spojené království 43,83 Annie Tagoeová Corinne Humphreysová Rachel Johncocková Jodie Williamsová | Itálie 43,86 Laura Gambaová Irene Siragusaová Martina Amideiová Gloria Hooperová                          |
| Štafeta 4×400 m | Polsko 3:29,74 Magdalena Gorzkowská Małgorzata Hołubová Agnieszka Karczmarczyková Justyna Świętyová | Rumunsko 3:30,28 Camelia Florina Galová Mirela Lavričová Sanda Belgyanová Adelina Pastorová       | Francie 3:30,64 Lenora Guionová-Firminová Justine Fedronicová Louise-Anne Bertheauová Agnes Raharolahyová |
| Chůze na 20 km  | Světlana Vasiljevová 1.30:07                                                                        | Ljudmyla Oljanovská 1.30:37                                                                       | Antonella Palmisanová 1.30:59                                                                             |
| Skok do výšky   | Alessia Trostová 1,98 m                                                                             | Airinė Palšytė 1,92 m                                                                             | Oxana Krasnokucká 1,90 m                                                                                  |
| Skok o tyči     | Angelina Žuková-Krasnovová 4,70 m                                                                   | Anželika Sidorovová 4,60 m                                                                        | Angelica Bengtssonová 4,55 m                                                                              |
| Skok daleký     | Lena Malkusová 6,76 m                                                                               | Krystyna Chryšutynová 6,61 m                                                                      | Dafne Schippersová 6,59 m                                                                                 |
| Trojskok        | Gabriela Petrovová 13,91 m                                                                          | Darija Derkačová 13,56 m                                                                          | Maja Bratkičová 13,52 m                                                                                   |
| Vrh koulí       | Olha Cholodná 18,11 m                                                                               | Shanice Craftová 17,29 m                                                                          | Lena Urbaniaková 16,98 m                                                                                  |
| Hod diskem      | Anna Rühová 61,45 m                                                                                 | Shanice Craftová 58,64 m                                                                          | Irina Rodriguesová 56,80 m                                                                                |
| Hod kladivem    | Sophie Hitchonová 70,72 m                                                                           | Barbara Spilerová 69,69 m                                                                         | Alexia Sedychová 66,67 m                                                                                  |
| Hod oštěpem     | Līna Mūze 58,61 m                                                                                   | Sarah Mayerová 55,43 m                                                                            | Marija Vučenovičová 54,43 m                                                                               |
| Sedmiboj        | Katarina Johnsonová-Thompsonová 6 215 bodů                                                          | Kira Biesenbachová 5 946 bodů                                                                     | Anastasija Mochnijuková 5 898 bodů                                                                        |

## Medailové pořadí
| Umístění | Stát                | Zlato | Stříbro | Bronz | Celkem |
| -------- | ------------------- | ----- | ------- | ----- | ------ |
| 1.       | Rusko               | 9     | 7       | 5     | 21     |
| 2.       | Spojené království  | 5     | 7       | 3     | 15     |
| 3.       | Německo             | 5     | 6       | 6     | 17     |
| 4.       | Polsko              | 3     | 4       | 1     | 8      |
| 5.       | Francie             | 3     | 2       | 5     | 10     |
| 6.       | Španělsko           | 3     | 0       | 3     | 6      |
| 7.       | Nizozemsko          | 2     | 2       | 2     | 6      |
| 8.       | Srbsko              | 2     | 0       | 1     | 3      |
| 9.       | Lotyšsko            | 2     | 0       | 0     | 2      |
| 9.       | Norsko              | 2     | 0       | 0     | 2      |
| 11.      | Ukrajina            | 1     | 6       | 2     | 9      |
| 12.      | Rumunsko            | 1     | 3       | 0     | 4      |
| 13.      | Itálie              | 1     | 2       | 4     | 7      |
| 14.      | Belgie              | 1     | 1       | 0     | 2      |
| 14.      | Litva               | 1     | 1       | 0     | 2      |
| 16.      | Bělorusko           | 1     | 0       | 1     | 2      |
| 17.      | Bulharsko           | 1     | 0       | 0     | 1      |
| 17.      | Turecko             | 1     | 0       | 0     | 1      |
| 19.      | Slovinsko           | 2     | 1       | 0     | 3      |
| 20.      | Ázerbájdžán         | 0     | 1       | 0     | 1      |
| 20.      | Maďarsko            | 0     | 1       | 0     | 1      |
| 22.      | Česko               | 0     | 0       | 2     | 2      |
| 22.      | Řecko               | 0     | 0       | 2     | 2      |
| 24.      | Bosna a Hercegovina | 0     | 0       | 1     | 1      |
| 24.      | Černá Hora          | 0     | 0       | 1     | 1      |
| 24.      | Dánsko              | 0     | 0       | 1     | 1      |
| 24.      | Estonsko            | 0     | 0       | 1     | 1      |
| 24.      | Finsko              | 0     | 0       | 1     | 1      |
| 24.      | Portugalsko         | 0     | 0       | 1     | 1      |
| 24.      | Švédsko             | 0     | 0       | 1     | 1      |
| 24.      | Švýcarsko           | 0     | 0       | 1     | 1      |